# 雙棘原始黃姑魚
雙棘原始黃姑魚（学名：Protonibea diacanthus），又名雙棘原黃姑魚、鮸仔魚，为石首魚科原黃姑魚屬下的一个种。

## 分布
本魚分布在印度西太平洋區，包括波斯灣、斯里蘭卡、印度、巴基斯坦、緬甸、泰國、馬來西亞、新加坡、日本、韓國、台灣、中國東海、南海、越南、澳洲、新幾內亞、印尼、等海域。

## 深度
水深3至60公尺。

## 特徵
本魚頭部略成尖形，吻端不突出，口裂大，端位，傾斜，上頜稍長於下頜，上頜後緣延伸達瞳孔之後。上下頜齒皆為絨毛狀齒，上頜外列齒及下頜內列齒較大。體黑褐色，在胸鰭基上緣點的水平線以上，散佈著許多規則大小不一的黑斑。幼魚則有5條黑色橫帶。背鰭褐色，散佈著黑斑，臀鰭、腹鰭及胸鰭則為黑色。背鰭硬棘10至11枚、背鰭软条25枚；臀鰭硬棘2枚、臀鳍软条7至8枚。體長可達150公分。

## 生態
本魚近海暖溫性底棲魚類，肉食性，以魚類、甲殼類為食，有上溯到有潮汐涨落的河川与河口的習性。

## 經濟利用
為中至大型食用魚，油炸、糖醋皆適宜，為重要的經濟魚類。